# 탱고 (1998년 영화)
탱고(Tango)는 아르헨티나에서 제작된 카를로스 사우라 감독의 1998년 영화이다. 미구엘 앙헬 솔라 등이 주연으로 출연하였고 카를로스 멘타스티 등이 제작에 참여하였다.

## 출연

### 주연
- 미구엘 앙헬 솔라
- 미아 마에스트로
- 산드라 발레스테로스

### 조연
- 리카르도 디아즈 모우렐레
- 아리엘 카사스

## 제작진
- 협력프로듀서: 라이너 모커트
- 의상: 밀레나 카노네로
- 의상: 비트리즈 드 베네데토